# 皮亚泰达
皮亚泰达（Module:Lang第1520行Lua错误：attempt to call method 'gsub' (a nil value)），是意大利松德里奥省的一个市镇。总面积70平方公里，人口2327人，人口密度33.2人/平方公里（2009年）。国家统计（ISTAT）代码为014049。